# بدرگه
بدرگه (به انگلیسی: Badraga) یک منطقهٔ مسکونی در پاکستان است که در خیبر پختونخوا واقع شده‌است.